# Kfarsghab
Kfarsghab ( كفرصغاب en arabe et kafarṣiġāb en DIN 31635 et kafarsˁiɣa:b en API translittération arabe) est un village situé dans le Caza de Zghorta dans la région Liban-Nord. Il est situé dans ce qui est considéré au nord du Liban comme un lieu très saint et spirituellement important – la Vallée de Qadisha.
Le nombre de Libanais originaires de Kfarsghab est estimé à 20,000 personnes dans le monde. 95 % d'entre eux vivent en dehors du Liban, principalement en Australie et aux États Unis. La population est catholique de rite maronite.

## Géographie
Kfarsghab est composé de deux agglomérations géographiques distinctes : Kfarsghab et Morh Kfarsghab, occupées respectivement en été et en hiver. C'est une organisation typique des communautés pastorales méditerranéennes. Pour Kfarsghab, un exode total de la population a lieu deux fois par an en mai et en octobre. Toutes les familles sans exception ont une maison dans chaque village. L'autre exemple connu au Liban est celui de la ville avoisinante de Ehden/Zghorta. Dans les années récentes, la migration saisonnière pour Ehden/Zghorta a perdu de son importance avec les nécessités créées par le développement d'une économie de services dans le pôle côtier de Zgharta/Tripoli avec un nombre croissant de salariés et avec les difficultés financières croissantes des ménages pour maintenir deux maisons. Pour Kfarsghab, la tradition migratoire saisonnière est toujours respectée car l'agriculture reste l'activité principale du village.
Kfarsghab, le village d'été, est situé sur la route allant de Ehden à Bsharri dans la partie nord de la vallée de Qadisha, surplombant la vallée de Qozhaya à une altitude moyenne de 1380 mètres. Kfarsghab est mentionné dans des documents datant de 1283 Ap. J.-C.
Morh Kfarsghab, le village d'hiver, se trouve sur la pente nord-ouest de la vallée de Joueit séparant Miziara de Bnachii. En moyenne, il est situé à 280 mètres d'altitude. Un document écrit mentionnant Morh Kfarsghab est daté d'octobre/novembre 1748 ap. J.-C. (Thu'l-Qa' dah 1161 Hijri).

## Climat
Kfarsghab : village méditerranéen de montagne avec chute de neige importante en hiver et des étés secs tempérés.
Températures minimales/maximales moyennes en degrés Celsius

janvier (2/8) février (2/8) mars (4/10) avril (7/14) mai (11/20) juin (15/25) juillet (20/27) août (19/27) septembre (16/24) octobre (11/20) novembre (8/17) décembre (5/11)
Morh Kfarsghab: village méditerranéen de plaine avec des pluies fortes, des hivers doux et des étés secs et chauds.
Températures minimales/maximales moyennes en degrés Celsius

janvier (8/16) février (9/16) mars (10/19) avril (13/22) mai (16/25) juin (19/27) juillet (22/29) août (23/30) septembre (20/29) octobre (17/27) novembre (13/22) décembre (10/18)

## Étymologie et noms

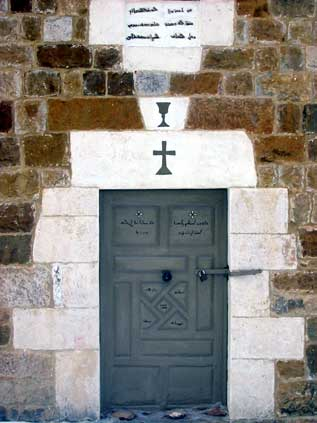
Entrée principale de l'église Mar Awtel

Le nom sémitique de Kfarsghab est composé de deux parties : Kfar-sghab.
La première partie, kfar, vient de la racine sémitique kpr qui correspond dans le contexte au substantif sémitique commun kapar et qui signifie village.
La deuxième partie, sghab, provient de la racine sémitique sgb qui signifie rendre fort, sûr. Une deuxième possibilité pourrait être le nom d'une personne, Segub.
Étant donné les références mentionnées ci-dessus, le sens étymologique de Kfarsghab pourrait être le village fortifié ou le village de Segub, Segub étant un nom de personne dans ce dernier cas.
Morh ( مرح en arabe et murħ en API) est dérivé de la racine sémitique mrh. C'est une forme modifiée de mrah qui «… est presque exclusivement au Liban une appellation assez répandue de nom d'endroit. Il signifie l'écurie, la haie, lieu de repos (pour le bétail), lieu où la chenille de soie est étirée … «. Cela nous donne une indication quant à la destination historique de cet endroit pendant l'hiver pour les montagnards de Kfarsghab.
Elever du bétail ne fut jamais une source de revenus principale pour Kfarsghab, il est donc possible que Morh Kfarsghab ait été utilisé en hiver pour les vers à soie qui représentaient une activité majeure dans la région.
Pour la population locale, Kfarsghab est appelé jurid ( جرد en arabe et gurd en  API). Le mot est d'origine arabe et signifie la terre stérile aride. Morh Kfarsghab est appelé sahil ( ساحل en arabe et sa:ħil en API) qui signifie littéralement la côte (maritime) en arabe.